# Pieter Nicolaas van Eyck
Pieter Nicolaas van Eyck (Breukelen, 1 oktober 1887 – Wassenaar, 10 april 1954) was een Nederlandse dichter, hoogleraar aan de Universiteit Leiden en criticus. Hij ontving in 1947 de Constantijn Huygensprijs voor zijn hele oeuvre. Pieter Nicolaas is de vader van de architect Aldo van Eyck.
Zijn bekendste gedicht is De tuinman en de dood, dat hij ontleende aan een gedicht van de Franse kunstenaar en leeftijdgenoot Jean Cocteau (1889 -1963) uit diens roman Le Grand Écart. Cocteaus verhaal is vermoedelijk weer gebaseerd op een soefi-anekdote van Roemi.

## Leven en werk
Van Eyck ging school op het Gymnasium Haganum, deed staatsexamen en studeerde rechten in Leiden, waar hij in 1914, alleen op stellingen, promoveerde. Daarna werd hij korstondig voor de NRC correspondent in Rome, waarna hij enkele jaren zonder betaalde werkkring redacteur van het blad De Beweging was. In 1918 kreeg hij een ambtelijke functie op het Ministerie van Landbouw. Tussen 1920 en 1935 werkte hij voor de NRC als correspondent in Londen, waar hij veel aandacht aan cultuur gaf.
In 1935 werd hij aan de Leidse universiteit als opvolger van Albert Verwey benoemd tot hoogleraar Nederlandse taal- en letterkunde.

## Drukkersactiviteiten metDe Zilverdistel
De Witte Mier, aangeduid als klein maandschrift voor de vrienden van het boek, stond onder redactie van Jan Greshoff. Deze kende Jean François van Royen al van De Zilverdistel, die in 1910 door Jan Greshoff en J.C. Bloem was opgericht om artistiek verantwoord drukwerk voor de uitgave van hun boeken te bevorderen. P.N. van Eyck sloot zich later bij hen aan. Met Van Eyck, die uiteindelijk als enige overbleef, ging Van Royen in 1913 samenwerken.
In 1946 verscheen als eerbetoon aan onder anderen Van Royen, die in 1942 door gevangenschap vanwege de bezetter omkwam, het gedicht Broeder Bernard.

## Persoonlijk
Van Eyck trouwde in 1914 met Nelly Benjamins (1891-1971). Ze kregen twee kinderen: de dichter en restaurator Robert van Eyck (1919-1991) en de architect Aldo van Eyck (1918-1999).

## Bibliografie

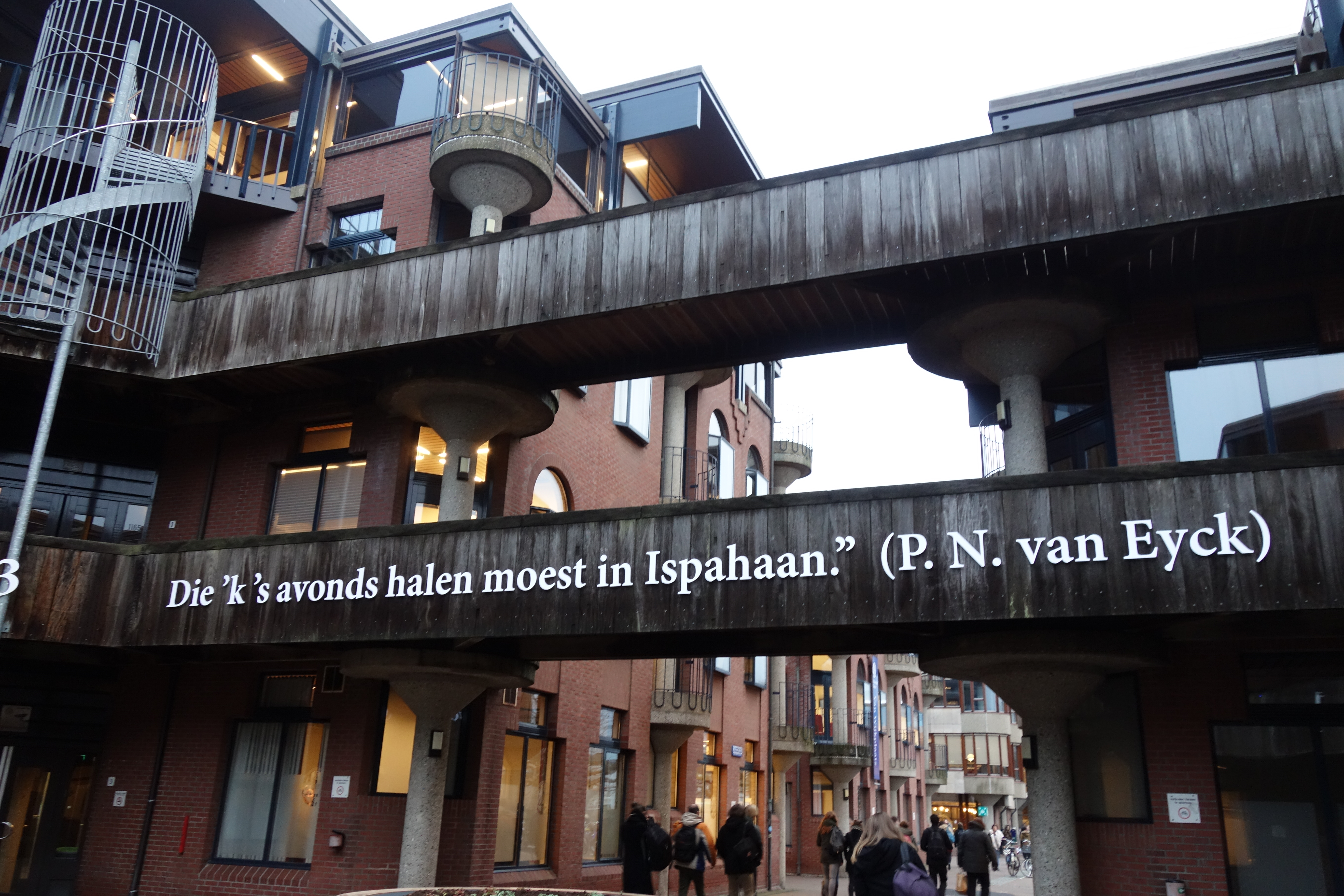
Citaat uit De tuinman en de dood
(P.N. van Eyckhof, Leiden)